# Lepthercus engelbrechti
Espèce
Lepthercus engelbrechti est une espèce d'araignées mygalomorphes de la famille des Entypesidae.

## Distribution
Cette espèce est endémique du Cap-Occidental en Afrique du Sud,. Elle se rencontre vers Swellendam.

## Description
Le mâle holotype mesure 12,38 mm et la femelle paratype 12,85 mm.

## Étymologie
Cette espèce est nommée en l'honneur d'Ian Engelbrecht.

## Publication originale
- Ríos-Tamayo & Lyle, 2020 : The South African genus Lepthercus Purcell, 1902 (Araneae: Mygalomorphae): phylogeny and taxonomy. Zootaxa, no 4766(2), p. 261-305.